# Розето (Пенсільванія)
Розето (англ. Roseto) — місто (англ. borough) в США, в окрузі Нортгемптон штату Пенсільванія. Населення — 1581 особа (2020).

## Географія
Розето розташоване за координатами 40°52′42″ пн. ш. 75°13′13″ зх. д. / 40.87833° пн. ш. 75.22028° зх. д. (40.878243, -75.220154).  За даними Бюро перепису населення США в 2010 році місто мало площу 1,61 км², з яких 1,59 км² — суходіл та 0,02 км² — водойми.

## Демографія
Згідно з переписом 2010 року, у селищі мешкало 1567 осіб у 635 домогосподарствах у складі 441 родини. Густота населення становила 976 осіб/км².  Було 670 помешкань (417/км²).
Расовий склад населення:
| - 96,9 % — білих - 1,0 % — чорних або афроамериканців - 0,5 % — азіатів - 0,1 % — корінних американців |

До двох чи більше рас належало 1,2 %. Частка іспаномовних становила 2,7 % від усіх жителів.
За віковим діапазоном населення розподілялося таким чином: 21,5 % — особи молодші 18 років, 60,4 % — особи у віці 18—64 років, 18,1 % — особи у віці 65 років та старші. Медіана віку мешканця становила 41,6 року. На 100 осіб жіночої статі у селищі припадало 96,6 чоловіків;  на 100 жінок у віці від 18 років та старших — 91,3 чоловіків також старших 18 років.
Середній дохід на одне домашнє господарство  становив 68 484 долари США (медіана — 52 734), а середній дохід на одну сім'ю — 75 178 доларів (медіана — 67 188). Медіана доходів становила 50 104 долари для чоловіків та 32 031 долар для жінок. За межею бідності перебувало 7,8 % осіб, у тому числі 11,8 % дітей у віці до 18 років та 2,9 % осіб у віці 65 років та старших.
Цивільне працевлаштоване населення становило 778 осіб. Основні галузі зайнятості: освіта, охорона здоров'я та соціальна допомога — 23,4 %, виробництво — 17,1 %, роздрібна торгівля — 14,4 %.